# Kanton Castelnau-de-Médoc
Kanton Castelnau-de-Médoc (fr. Canton de Castelnau-de-Médoc) je francouzský kanton v departementu Gironde v regionu Akvitánie. Tvoří ho 19 obcí.

## Obce kantonu
- Arcins
- Arsac
- Avensan
- Brach
- Cantenac
- Castelnau-de-Médoc
- Cussac-Fort-Médoc
- Labarde
- Lacanau
- Lamarque
- Listrac-Médoc
- Margaux
- Moulis-en-Médoc
- Le Porge
- Sainte-Hélène
- Salaunes
- Saumos
- Soussans
- Le Temple